# Viridimicus omoaensis
Viridimicus omoaensis är en skalbaggsart som beskrevs av Jameson 1999. Viridimicus omoaensis ingår i släktet Viridimicus och familjen Rutelidae. Inga underarter finns listade i Catalogue of Life.